# Camopietro
Camopietro  (o Camopetro, in latino Camopetrus), in precedenza Judica, è stato un possedimento feudale esistito in Sicilia dal XII al XIX secolo, appartenuto alla Città di Caltagirone. Coincide approssimativamente con i territori comunali di Ramacca, Raddusa e Castel di Iudica.

## Origine del nome
Il nome del feudo, di origine greca, deriva dall'unione delle parole kamái (καμάι) che significa «per terra, abbasso», e pétra (Πέτρα) ovvero «pietra», e pertanto il suo significato letterale può essere «pietra per terra», in riferimento probabilmente alle caratteristiche morfologiche del suo territorio.

## Storia
Il castello arabo di Zotica, situato sul Monte Iudica, nel Val di Noto, fu attaccato nel 1075 dal Gran conte Ruggero, tornato dalla Calabria per vendicare l'uccisione del genero Ugo di Jersey, conte di Paternò nell'agguato tesogli in un bosco nei pressi di Catania da parte delle milizie saracene comandate dall'emiro Benavert. La fortezza, essendo situata nel punto più alto del monte, risultò inespugnabile ai Normanni, e perciò Ruggero chiese ed ottenne aiuto dai coloni genovesi di Caltagirone, i quali tramite una loro concittadina rapita dagli Arabi e da loro costretta a fare la meretrice, ottennero le chiavi che ella rubò al castellano, ed entrarono di notte nella rocca. I Saraceni accortisi di quanto fatto dalla donna, la uccisero gettandola da una rupe, e ciò scatenò la violenta reazione dei Caltagironesi, che distrussero ed espugnarono in tre giorni il castello, di cui eliminarono molti suoi abitanti, perlopiù uomini. In ricordo di questa impresa, il 1º settembre 1143, il re Ruggero II di Sicilia, come ricompensa per l'aiuto prestatogli contro i Saraceni, concesse alla universitas di Caltagirone il possesso feudale di Zotica, divenuta Judica, assieme a quella su Fetanasimo.
L'acquisizione delle suddette baronie da parte dell'universitas di Caltagirone venne effettuata sulla base di 40.000 tarì, con l'obbligo di pagarne altri 5.000 ogni anno e di somministrare 250 marinai alla flotta reale, ogni qualvolta il sovrano ne la richiedesse. Il denaro ricavato dal Sovrano normanno da questa operazione serviva per finanziare la sua campagna militare in Africa. La concessione delle baronie di Fetanasimo e Judica venne confermata dal diploma rilasciato dal re Guglielmo I di Sicilia nel maggio 1160, che conteneva il seguente testo:
« Notum esse volumus tam presentibus quam futuris fldeles nostros homines de Calatagerun a bone memorie rege Rogerio patre nostro et nobis terras que vocantur Fatanasinum et alias que vocantur ludica cum suis pertinentiis de moneta Sicilie videlicet quatraginta milibus tarenorum sine granis emisse et eiusdem obligationis pretium ex toto persolvisse. »
Il dominio feudale su Fetanasimo e Judica venne confermato nel 1197 dall'imperatore Enrico VI di Svevia, che per effetto del matrimonio con Costanza d'Altavilla, si era insediato al trono del Regno di Sicilia. La conferma del privilegio fu probabilmente dovuta al fatto che Caltagirone, dopo essere stata conquistata nel 1194 dalle truppe comandate dal marchese Bonifacio I del Monferrato, al servizio dell'Imperatore tedesco, si arrese e giurò fedelta ai nuovi dominatori svevi. In epoca sveva, il possesso delle due baronie venne confermato coi successivi diplomi, del febbraio 1201 dato da Gualtiero di Palearia, vescovo di Troia, tutore di Federico II di Svevia, e del gennaio 1254 dato da Corrado IV di Svevia.
Fu verso il tardo Medioevo che probabilmente la baronia assunse il nome di Camopietro, poiché un dispaccio del 1493 del re Ferdinando II d'Aragona la indica come tale e confinante con Agira, Militello Val di Noto, Palagonia e Paternò. In quel periodo, Camopietro subì le prime mutilazioni territoriali per l'alienazione di 41 tenute la cui superficie complessiva era di circa 7.150 ha, in favore di privati (in maggioranza aristocratici), il cui possesso fu legittimato nel 1509.
Nel 1789, il governo borbonico emanò un provvedimento che imponeva la censuazione dei latifondi delle università del Regno, che nel caso di Caltagirone riguardò Camopietro. In ottemperanza al suddetto provvedimento, il Senato di Caltagirone procedette alla quotizzazione di Camopietro nel 1791 con la concessione in enfiteusi di 7.337 salme di territorio, e successivamente nel 1803 con altre 2.905 salme. Nel 1812, con l'abolizione del feudalesimo del Regno di Sicilia, il feudo venne soppresso ma il territorio rimase sotto la proprietà del Comune di Caltagirone.
L'area dell'ex feudo Camopietro, a seguito di ordinanza emanata il 23 marzo 1843 dall'Intendente della Provincia di Catania, fu assegnata al territorio comunale di Ramacca.